# 斋格尔堡
斋格尔堡 (拉贾斯坦邦/印地语: जयगढ़ क़िला ， Jaigarh Fort)位于印度拉贾斯坦邦斋浦尔郊外 ，琥珀堡附近的山顶。斋格尔堡由斋辛格二世建于1726年并以他命名。
该堡垒崎岖不平，结构设计与琥珀堡相似。它沿南北方向的长度为3公里（1.9英里），宽度为1公里（0.62英里）。该堡垒有一门名为 "Jaivana"（Jaivana大炮）的大炮，它是在堡垒范围内制造，当时是世界上最大的轮式大炮。斋格尔堡和琥珀堡通过地下通道相连，被认为是一个综合体。